# Mario De Negri
Mario De Negri (Chiavari, 27 novembre 1901 – Genova, 28 gennaio 1978) è stato un velocista e ostacolista italiano.

## Biografia
Nata nel 1901 a Chiavari, in provincia di Genova, a 30 anni partecipò ai Giochi olimpici di Los Angeles 1932, nella staffetta 4 × 400 m con Giacomo Carlini, Luigi Facelli e Giovanni Turba, chiudendo 6º con il tempo di 3'17"8, dopo aver passato la sua batteria con il 2º posto e il crono di 3'22"8.
Morì nel 1978, a 77 anni.

## Palmarès
| Anno | Manifestazione  | Sede        | Evento              | Risultato | Prestazione | Note |
| ---- | --------------- | ----------- | ------------------- | --------- | ----------- | ---- |
| 1932 | Giochi olimpici | Los Angeles | Staffetta 4 × 400 m | 6º        | 3'17"8      |      |

## Campionati nazionali
1929
- Argento ai campionati italiani assoluti, 400 m hs - 57"3/5

1931
- Bronzo ai campionati italiani assoluti, 400 m hs - 57"1/5
- Argento ai campionati italiani assoluti, staffetta 4x100 m - 45"0